# دونالد هادج (كرة سلة)
دونالد هادج (بالإنجليزية: Donald Hodge)‏ مواليد 25 فبراير 1969 في واشنطن العاصمة، هو لاعب كرة سلة أمريكي معتزل. تم اختياره من قبل فريق دالاس مافيريكس خلال الدرافت. حمل الرقم 35. يبلغ طوله 7 قدم 0 بوصة (2.1 م). أحرز خلال مسيرته في الإن بي إيه 1182 نقطة بمعدل 4.7 نقاط في المباراة الواحدة.

## روابط خارجية
- دونالد هادج على موقع إن بي أي (الإنجليزية)
- دونالد هادج على موقع سبورتس رفرنس (الإنجليزية)
- دونالد هادج على موقع كرة السلة الأوروبية.كوم (الإنجليزية)
- دونالد هادج على موقع كلية كرة السلة في سبورتس رفرنس.كوم (الإنجليزية)
- دونالد هادج على موقع ريلجم (الإنجليزية)
- دونالد هادج على موقع بروبوليرز (الإنجليزية)